# Евдокимов, Михаил Николаевич
Михаи́л Никола́евич Евдоки́мов (род. 3 августа 1959) — российский дипломат. Чрезвычайный и полномочный посол (2018).

## Биография
Окончил Московский государственный институт международных отношений (МГИМО) МИД СССР (1981). На дипломатической службе с 1981 года. Владеет английским и французским языками. 
В 1996—1997 годах — начальник отдела Департамента экономического сотрудничества МИД России.
В 1997—2001 годах — старший советник Постоянного представительства России при Отделении ООН и других международных организациях в Женеве.
В 2001—2002 годах — начальник отдела Департамента общеевропейского сотрудничества МИД России.
В 2002—2011 годах — заместитель директора Департамента общеевропейского сотрудничества МИД России.
С марта по ноябрь 2011 года — заместитель директора Первого департамента стран СНГ МИД России.
В 2011—2023 годах — директор Первого департамента стран СНГ МИД России.
С 1 мая 2016 по 16 апреля 2024 года — член коллегии МИД России.
С 14 июня 2023 года — чрезвычайный и полномочный посол Российской Федерации в Азербайджане.

## Дипломатический ранг
- Чрезвычайный и полномочный посланник 2 класса (20 августа 2004)[3].
- Чрезвычайный и полномочный посланник 1 класса (8 мая 2013)[4].
- Чрезвычайный и полномочный посол (13 июня 2018)[5].

## Награды
- Орден Александра Невского (22 июня 2024) — за большой вклад в реализацию внешнеполитического курса Российской Федерации и многолетнюю добросовестную дипломатическую службу[6].
- Орден Почёта (30 марта 2020) — За большой вклад в реализацию внешнеполитического курса Российской Федерации и многолетнюю добросовестную дипломатическую службу[7].
- Орден Дружбы (26 февраля 2015)[8].
- Медаль ордена «За заслуги перед Отечеством» II степени (17 января 2005) — За заслуги в реализации внешнеполитического курса Российской Федерации и многолетнюю плодотворную работу[9].
- Медаль «За вклад в создание Евразийского экономического союза» II степени (8 мая 2015)[10].
- Медаль «За вклад в развитие Евразийского экономического союза» (29 мая 2019)[11].
- Памятный знак «МПА СНГ. 25 лет» (13 октября 2017) — за содействие в деятельности Межпарламентской Ассамблеи и её органов[12]

## Семья
Женат, имеет сына.